# Canon de 130 mm modèle 1932 et 1935
Les canons de 130 mm modèle 1932 et 1935 étaient des canons navals de moyen calibre utilisés comme armement principal sur un certain nombre de contre-torpilleur de la marine française et comme armement secondaire à double usage sur les cuirassés pendant la Seconde Guerre mondiale.

## Description
Les canons de 130 mm modèle 1932 et 1935 sont construits avec un tube autofretté et une culasse monobloc. Un bloc de culasse coulissant vertical est utilisé pour le modèle 1932 dans les affûts à double usage, un bloc horizontal est utilisé pour le modèle 1935 dans les affûts à faible élévation.
Le canon de 130 mm modèle 1932 à une longueur de 45 calibres, pèse 3,8 tonnes, tire des obus perforants de 33,4 kg, des obus explosifs en acier de 29,5 kg et des obus éclairant de 30 kg. La portée maximale en tir anti-surface est de 20 800 mètres (+45°) et un plafond 12 000 mètres en tir antiaérien (+75°) avec une cadence de tir de 10 à 12 coups par minute. La durée de vie utile est de 900 coups par canon.
Non totalement au point en 1940, le système est finalement considéré comme opérationnel en 1942 notamment grâce aux travaux menés pour la mise au point d’un affût antiaérien amélioré, le modèle 1935, qui équipera les porte-avions de la classe Joffre (plus tard annulée) ainsi que les contre-torpilleurs de la classe Hardi. Il équipe aussi les cuirassés après reconstruction (Bretagne, Lorraine et Provence), lors de grands entretiens ou de grands carénages (Richelieu et Jean Bart) ou ceux prévus mais jamais construits (Clemenceau, Gascogne, Alsace, Normandie, Bourgogne et Flandre).
Ces canons sont transportés dans des tourelles doubles ou quadruples à double usage à bord des cuirassés et dans des tourelles doubles à faible élévation sur les destroyers.

## Munition
- Semi-perforant - 32 kg
- Explosif puissant - 29,5 kg
- Obus - Inconnu

## Service
Les classes (mises en service) équipant les canons M1932 et M1935 comprennent :
- Cuirassés de la classe Dunkerque
- Destroyers de la classe Hardi